# Kamil Grosicki
Kamil Paweł Grosicki (pronunție în poloneză [ˈkamil ɡrɔˈɕit͡skʲi]; n. 8 iunie 1988 în Szczecin) este un fotbalist polonez care joacă pe postul de extremă pentru echipa engleză Hull City în Championship.
Joacă pentru Polonia, fiind convocat pentru prima dată în 2008, strângând de atunci peste 25 de selecții. A reprezentat țara la Euro 2012 și a fost inclus în lotul pentru Euro 2016.

## Cariera la club
Grosicki și-a început cariera la Pogoń Szczecin. În 2007 a ajuns la Legia, cerând după câteva luni să fie împrumutat datorită unor probleme personale. Pe 13 februarie 2008 s-a anunțat că el va fi împrumutat la echipa elvețiană FC Sion până la data de 31 decembrie 2008. El a jucat în opt meciuri, marcând două goluri, în a doua jumătate a sezonului 2007-08. La începutul următorului sezon, el a fost trimis la echipa U-21 de noul antrenor. A plecat de la club câteva luni mai târziu.

### Jagiellonia Białystok
În februarie 2009, Jagiellonia Białystok l-a împrumutat pe Grosicki până la sfârșitul sezonului 2008-09, clubul primind și prima opțiune de cumpărare pentru 500.000 de zloți. Grosicki a semnat un contract pe trei ani cu Jagiellonia, care a început în iunie 2009.

### Sivasspor
În ianuarie 2011 ajunge la echipa turcă din Süper Lig Sivasspor pentru aproximativ 900.000 euro. A semnat un contract pe 3 ani și jumătate.

### Stade Rennais
Pe 24 ianuarie 2014 s-a transferat la Stade Rennais. El a marcat primul gol al lor în victoria cu 2–0 cu Lille de pe 27 martie, care a calificat-o pe Rennes în semi-finala Coupei Franței. În semifinala de pe 15 aprilie, el a marcat din nou în victoria cu Angers, scor 3-2. Grosicki a jucat 52 de minute în finală, fiind înlocuit de Paul-Georges Ntep. Rennes a pierdut meciul cu Guingamp, scor 2-0.

## Carieră la națională
Grosicki a jucat pentru naționala Poloniei sub 21 de ani. Pe 2 februarie 2008, el a debutat pentru echipa mare a Poloniei, într-un amical împotriva Finlandei.
El a fost convocat în lotul care a participat la UEFA Euro 2012, găzduit și de Polonia; singura lui apariție în turneul a fost pe 16 iunie în cel de-al doilea meci din grupe în Wrocław, înlocuindu-l Eugen Polanski pentru ultimele 34 de minute din înfrângerea cu 1–0 cu Republica Cehă.
Pe 7 septembrie 2014, Grosicki a marcat primele sale două goluri pentru Polonia, într-o victorie cu 7–0 în deplasare la Gibraltar la începutul campaniei de calificare la UEFA Euro 2016. 
A fost convocat de selecționerul Poloniei, Adam Nawałka, la Campionatul European de Fotbal din 2016.

## Titluri
Legia Varșovia
- Cupa Poloniei: 2008

Jagiellonia Białystok
- Cupa Poloniei: 2010
- Supercupa Poloniei: 2010